# Wahlkreis Weißwasser
Der Wahlkreis Weißwasser war ein Landtagswahlkreis zur Landtagswahl in Sachsen 1990, der ersten Landtagswahl nach der Wiedergründung des Landes Sachsen. Er hatte die Wahlkreisnummer 27.
Durch das Ländereinführungsgesetz war der Kreis Weißwasser, der während des Bestehens der DDR zum Bezirk Cottbus gehörte, auf mehrheitlichen Bürgerwunsch hin dem Freistaat Sachsen zugeschlagen worden. Der Wahlkreis umfasste dementsprechend alle Städte und Gemeinden des damaligen Landkreises Weißwasser: Bad Muskau, Boxberg, Daubitz, Gablenz, Groß Düben, Halbendorf, Klein Priebus, Krauschwitz, Kringelsdorf, Kromlau, Mühlrose, Mulkwitz, Nochten, Pechern, Reichwalde, Rietschen, Rohne, Sagar, Schleife, Skerbersdorf, Teicha, Trebendorf, Viereichen, Weißkeißel und Weißwasser.
Für die Landtagswahlen 1994 wurde auch infolge der Kreisreform die Wahlkreisstruktur verändert, zudem wurde die Zahl der Wahlkreise von 80 auf 60 verringert. Das Gebiet des Wahlkreises Weißwasser wurde 1994 Teil des Wahlkreises Niederschlesische Oberlausitz 1.

## Ergebnisse
Die Landtagswahl 1990 fand am 14. Oktober 1990 statt und hatte folgendes Ergebnis für den Wahlkreis Weißwasser:
| Direktkandidat   | Partei (Kürzel) | Erststimmen (%) | Zweitstimmen (%) |
| ---------------- | --------------- | --------------- | ---------------- |
|                  | DA              | –               | 00,6             |
| Ludwig Thomaschk | CDU             | 51,1            | 53,1             |
|                  | Chr. L          | –               | 00,4             |
|                  | DBU             | –               | 00,7             |
|                  | DSU             | –               | 01,8             |
|                  | F.D.P.          | 07,7            | 05,0             |
|                  | LL-PDS          | 14,9            | 13,3             |
|                  | NPD             | –               | 00,7             |
|                  | FORUM           | 09,2            | 05,6             |
|                  | RAP             | –               | 00,3             |
|                  | SHB             | –               | 00,2             |
|                  | SPD             | 17,1            | 18,2             |

Es waren 41.483 Personen wahlberechtigt. Die Wahlbeteiligung lag bei 60,6 %. Von den abgegebenen Stimmen waren 3,0 % ungültig. Als Direktkandidat wurde Ludwig Thomaschk (CDU) gewählt. Er erreichte 51,1 % aller gültigen Stimmen.